# Звиняче (Волынская область)
Звиня́че (укр. Звиняче) — село в Гороховской городской общине Луцкого района Волынской области Украины.
До 2020 года входило в Гороховский район.
Код КОАТУУ — 0720882001. Население по переписи 2001 года составляло 1164 человека. Почтовый индекс — 45725. Телефонный код — 803379. Занимает площадь 24,25 км².

## Известные уроженцы
- Базюк, Александр Фёдорович (род. 1947) — советский и украинский архитектор.
- Пицина, Дмитрий Людвигович (род. 1927) — Герой Социалистического Труда.